# ハンドウイルカ
ハンドウイルカ（半道海豚、Tursiops truncatus）は、クジラ目ハクジラ亜目マイルカ科ハンドウイルカ属に属するイルカである。バンドウイルカ（坂東海豚）と呼ばれることが多い。最も良く知られたイルカの一つであり、熱帯~温帯の陸近くの世界中の海に生息する。

## 名称
『世界哺乳類和名辞典』（1983年）および『世界哺乳類標準和名目録』（2018年）は、いずれも本種の標準和名を「ハンドウイルカ（バンドウイルカ）」と2つ併記している。
元来は九州北部地方で、ハンド（イルカ）またはハンドウ（イルカ）と呼ばれていたとされる。「ハンドウイルカ」は、博物学者の畔田翠山が記した『水族志』（1827年）をもとに、解剖学者の小川鼎三が命名した。語源は未詳だが、半道（中途）のイルカという説や、その剽軽な姿を歌舞伎の道化役である「半道」にたとえたとする説がある。
その後、哺乳類学者の西脇昌治が「バンドウイルカ」という呼称を用いたが、『鯨記』（1764年頃、著者不明）には「坂東いるか」の表記があり、シーボルトの手記にも「bandoor（バンドウ）」の記述が見られる。
現在では「バンドウイルカ」という呼称が一般に広く使われており、論文でもこちらが多数派となっている。『ブリタニカ国際大百科事典』『世界科学大事典』をはじめ辞典類でも「バンドウイルカ」とするものは多く、日外アソシエーツの『動物レファレンス事典』によれば、本種の記載がある16冊の事典のうち、ハンドウイルカ表記とバンドウイルカ表記はそれぞれ8冊で同数となっている。新聞も主に「バンドウイルカ」の表記を使用している。
英名であるBottlenose（瓶のような鼻）は伸びた上下の顎の形に由来する。

## 形態
ハンドウイルカは一見ほぼ全身灰色であるが、詳しくみると、背びれの先端の辺りの濃い灰色から、腹面にかけての明るい灰色にまで変化し、腹部はほぼ白である。この配色のため、水中を泳いでいる時には、上方向からも下方向からも見つけ難いようになっている。
英名のBottlenoseに表されるように、上下の吻が大きく突出しているが、本当の鼻孔（nose）は頭の上の噴気孔である。口角が上がっているため、角度によっては顔つきが笑顔のように見える。
成体の体長は2mから4m、体重は150kgから650kgと生息地によって差がある。平均的には雄は雌よりも若干長く、体重は雄の方がかなり重くなる。比較的暖かい浅い海域に生息する群は、冷たい遠洋で暮らす群に比べて小さい傾向があり、北限に近いスコットランドのマレー湾における平均は4m弱であるのに対し、アメリカのフロリダでの平均は2.5m程度にとどまる。また、冷たい海域で暮らす群は、深くまで潜水するのに適すように、身体および血液中の脂肪の割合が比較的高くなっている。
尾びれと背びれは高密度の結合組織でできており、骨も筋肉もない。尾びれを上下に動かして泳ぐ。両脇についている一対の胸びれは方向を制御するのに用いる。胸びれには骨がある。これは陸上で生息する哺乳類の前肢と相同である。ハンドウイルカを含むクジラ目の動物たちは、約5千万年前、陸上で生息する哺乳類（現生のカバの祖先に近縁な偶蹄類）から進化したと考えられている。
2006年10月、和歌山県東牟婁郡太地町の沖合の熊野灘で腹びれのあるハンドウイルカが見つかり、世間の注目を浴びた。これはイルカなど鯨類の祖先が5000万年-3500万年前に陸上生活していた名残であり、突然変異で出現するのは1%未満の貴重な事例と考えられている。

ヒトとの大きさ比較
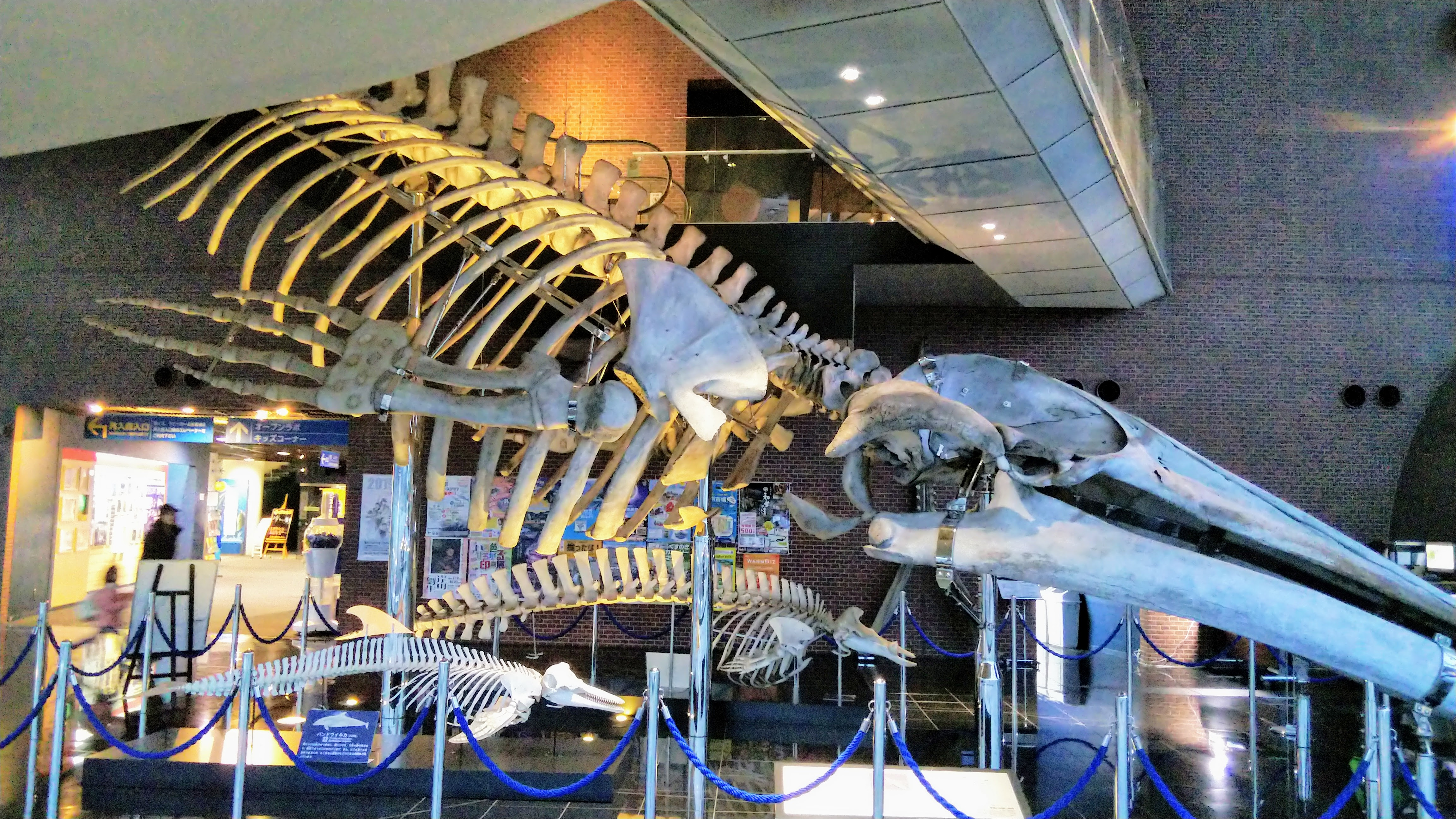
クジラ類の骨格標本の大きさの比較。手前から順にハンドウイルカ、シロナガスクジラ、オウギハクジラ
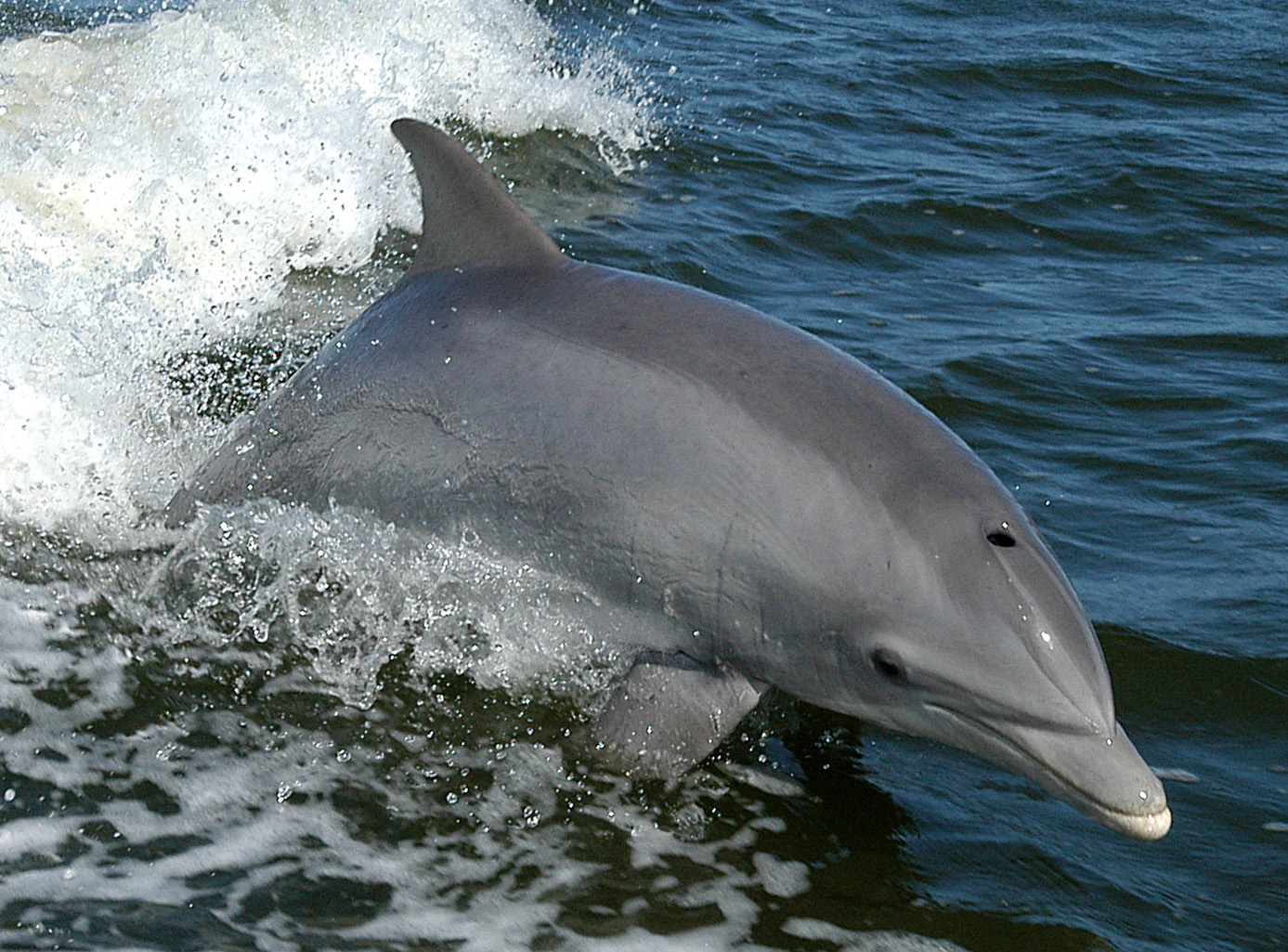
ハンドウイルカ全身図

## 行動
ハンドウイルカは「泳ぎの達人」と称され、その遊泳力は高く昔から人間の羨望の対象とされてきた。通常は5km/hから11km/h程度の速度で泳ぐが、短時間ならば45km/h程度の速度で泳ぐこともできる。また65km/hで航行する高速船と競ってさらに速く泳いだという目撃情報もあることから、瞬間的には70km/h近い猛スピードを出す個体もいると考えられる。最高速度では82km/hに達するシャチにかなわないものの、相対的に体が小さく体重も軽いハンドウイルカのほうが制動力やジャンプ力に優れている。
呼吸は、水面から頭部を露出して、頭頂にある噴気孔で行う。通常は1分間当たり数回程度の呼吸を行うが、5分から8分程度の連続潜水を行うことも可能である。ハンドウイルカの睡眠は非常に浅く、睡眠中は脳の半分は眠って残り半分は覚醒し、それを交互に切り替えながら泳ぎ続けるという説が有力である。
通常はポッド (pods) と呼ばれる最大12頭程度から成る群を単位として行動する。このポッドは社会的な基本構成単位であり、長期間継続的に持続される。母親イルカたちとその子供たちで構成されているというのが典型的なポッドである。複数のポッドが集まって、100頭かそれ以上の多数の群を成すこともある。雄は通常は単独、あるいは2-3頭で行動するが、短期間だけポッドに加わることもある。
ハンドウイルカは人懐こく好奇心が旺盛な性格であることが良く知られている。潜水しているダイバーのまわりにハンドウイルカが集まってくることは珍しくない。傷ついた仲間を助けようとする行動は知られているが、傷ついた人間のダイバーを助けようとして水面へ持ち上げようとすることもある。2004年11月、ニュージーランドのワンガレイ (Whangarei) 沖100mの地点で、3mのホホジロザメが3名のライフガードに接近してきた際、危険を察知したハンドウイルカが集まり、40分間、サメの攻撃から護るかのように彼らを取り囲み、ライフガードたちは無事に海岸に戻ることができた例が報告されている。ただし、溺れていない人間を沖へ運ぼうとして危険な目に合わせたという事例もあるので、意図して人助けをしたとする解釈の他、イルカの持つ習性に基づいた行動とする説もある。この他、ニュージーランド沖のハンドウイルカはオキゴンドウと友好関係にあり、種の違いを超えて遊んだり協力して漁をすることが知られている。
むやみに人間を攻撃することはないが、ハンドウイルカには捕食者として非常に攻撃的な面もあり、繁殖期の雄は序列や雌をめぐって強さと大きさを誇示し、頭突きの応酬などで非常に激しく争う。

## 食物
ハンドウイルカの主食は小さい魚類であるが、イカなどの頭足類や、カニ、オキアミなどの甲殻類も食べる。歯は鋭く尖っており、餌となる生物を捕獲するには適しているが、咀嚼（そしゃく）には適さない。餌となる魚類の群に出会った場合には、ハンドウイルカは団体で行動して、捕食活動を行う。単体の場合には、海底近くの生物を捕食することも多い。尾びれを用いて魚を殴打して気絶させた後でその魚を食べることもある。

## 感覚とコミュニケーション
ハンドウイルカは餌を探すために反響定位（エコーロケーションまたはエコロケーション）を行う。潜水艦のソナーや魚群探知機などと同様に音波を発生し、その反射音により物体の位置や距離の測定を行う。
発生するクリック音は、メロンと呼ばれる前頭部の器官によって屈折させられ、身体に対して正面の方向に集中して発せられる。ハンドウイルカの耳は眼のすぐ後（尾びれ側）にあり、外から見ると穴が開いているのだが、音は外耳孔ではなく下顎を通して内耳に伝わり、音として認識される。探知している対象物に近づくと、反射音が大きくなるが、ハンドウイルカは発生する音波の大きさを調整して対応する。一方、コウモリの反響定位やソナーの場合だと、反響音が大きくなる状況では、受信側の感度を下げて調整している。
眼は頭部横の両側に位置している。視力は非常に良い。眼球内部には輝板（光輝壁紙、タペタム）と呼ばれる組織があり、暗い場所に適応した構造を有している。対照的に嗅覚は非常に劣っている。
ハンドウイルカ同士は身体表現と音声によって互いにコミュニケーションを行っていると考えられている。声帯は持たないが、噴気孔近くにある6個の気嚢（きのう）を用いて、様々な音声を発している。個々のハンドウイルカには、自分自身を表現する「名前」（音）があり、他の個体に対して自分自身を表現することが可能らしい。約30種類程度の識別可能な音を使って音声によるコミュニケーションを行っているようであるが、まだ「イルカ語」として確認できてはいない。
ただし一頭のイルカに教えたゲーム内容が別の個体に伝わることから言語に相当する伝達手段を持つことが確認されている。エコー音で状況を直接イメージするように進化した脳を持つイルカが、わざわざ記号に変換して配列する体系の言語を採用する合理性は乏しく、そのような、イメージ中心で単語を補助的にしか用いない世界観に基づいた「イルカ語」はあったにしろ翻訳不可能であろうと言われている。
しかしイルカ用の人工単語を覚えさせて「このフリスビーを尻尾で触った後でそれを飛び越えよ」程度の文章なら理解できる能力を持つ。またこの実験により、イルカは「誰が」「何を」「どうした」の入った文章を理解したが、「いつ」「どのように」という文章は理解できなかったことが報告されている。この結果によりイルカの脳が持つ世界観の一端が伺われる。イルカの知能に関する記事としてはCetacean intelligence（英文）も参照のこと。

## 道具の使用と文化
1997年、西オーストラリアのシャーク湾において、ハンドウイルカの道具の使用が報告されている。ハンドウイルカが海綿を咥えて砂地の海底で餌となる生物を探すのであるが、これは砂との摩擦による口吻の損傷を防ぐためであろうと考えられている。この動作はシャーク湾でのみ見られる行動であり、ほぼ雌のみが行う。イルカの道具の使用としては、このハンドウイルカの行動が唯一知られているものである。更なる研究によって、この動作は母イルカが娘イルカに教えるものであることも報告されている。

## 生殖
雄の腹側には前後に並んだ2本の細長いスリットがある。前方のスリットには陰茎が収納されており、他方、後方のスリットは肛門である。雌のスリット（生殖孔）は1本であり、膣孔と肛門が収納されている。
雄が行う求愛行動は複雑であり、雌に寄り添ってポーズをとり、叩いたり、さすったり、口吻をこすりつけたり、噛んだり、顎をパクパクさせたり、叫んだりする。長い前戯の後で交尾する。交尾の際には、雌は身体を傾け、雄は雌の下あるいは横に潜り込むような体勢で腹部と腹部を合わせ、雄は収納していた陰茎を露出させ、雌の膣孔に挿入する。1回の交尾は10秒から30秒程度で終わるが、数分の間隔をおいて多数回繰り返して行う。
妊娠期間は12ヶ月である。出産は浅瀬で行い、時には「助産婦」（雌に限らず雄が行う場合もある）が補助することもある。通常は一子を産し、出産は尾側から行うのが普通である。産まれた直後の子供の体長は1m程度である。
哺乳類であるから、人間などと同じで、母イルカは乳腺から母乳を分泌し、その母乳で子育てを行う。腹側の中央にあるスリット（生殖孔）の左右には各1本ずつのスリットがあり、各スリット内には乳首が1つずつ、合計2個の乳首が収納されている。授乳期間は12ヶ月から18ヶ月である。
仔イルカは最長6年間、母イルカと密接に一緒に過ごす。父イルカは子育てにはあまり興味を示さない。雌は5歳から12歳程度で性成熟するが、雄は若干遅く10から12歳で性成熟する。

## 分類学
以前より、多くの生物学者は、ハンドウイルカが複数の種から成り立っている可能性に気付いていた。近年の分子遺伝学の進歩によって様々な新たな知見が得られている。多くの研究者は、ハンドウイルカは以下の2種からなるという説に同意している。
ハンドウイルカ (Tursiops truncatus, Common Bottlenose Dolphin)
ほぼ世界中の温帯から熱帯の海域に棲息し、体色は青みがかっていることもあり、くちばしから噴気孔にかけて濃い灰色の筋がある。
ミナミハンドウイルカ (Tursiops aduncus, Indo-Pacific Bottlenose Dolphin)
インド洋、中国の南、オーストラリアなどに棲息し、背は濃い灰色で、腹は白く灰色の斑点を持つ。
ハンドウイルカ (T. truncatus) の亜種と考えられることもあるものとしては、以下が挙げられる。
Pacific Bottlenose Dolphin（T. truncatus gillii あるいは T. gillii）
太平洋に棲息し、眼から額にかけて黒い筋状の模様を持つ。
Black Sea Bottlenose Dolphin (T. truncatus ponticus)
黒海に棲息する。
古い資料ではハンドウイルカとミナミハンドウイルカが区別されていないため、そういったデータは2つの種の構造上の差異を決定する観点からはあまり役に立たない。そのため、IUCNのレッドリストでは「情報不足」(DD:Data Deficient) に分類されている。
最近の遺伝子解析によると、ミナミハンドウイルカ (T. aduncus) はハンドウイルカ (T. truncatus) よりもスジイルカ属 (Stenella) のタイセイヨウマダライルカ (Stenella frontalis) に近いという報告もある。分類に関してはしばらくは流動的な状況が続きそうである。

## 保護
ハンドウイルカは危険にさらされてはいない。現時点での生息数は十分多く、適応性も高いため、将来的にも生息数は安定していると考えられている。しかし一部の生息域においては、環境破壊による脅威がある。例えばスコットランドのマレー湾における生息数は150頭程に減少しているが、さらに年間に約6%の個体が、水質汚濁や食料の減少によって死亡している。
アメリカの海域においては、海洋哺乳類の狩猟や危害を与えることは、ほとんどの状況下で禁止されている。
また、イルカの国際取引も厳しい制限下におかれている。

## 人間との関わり
日本を含む一部の地域では、食料としてハンドウイルカを捕ることがあり、また漁業に対する害獣としてハンドウイルカを駆除することもある。
食料として見た場合、ハンドウイルカの体内に含まれる微量の水銀に注意する必要がある。厚生労働省は、ハンドウイルカを妊婦が摂食量を注意すべき魚介類の一つとして挙げており、2005年11月2日の発表では、1回に食べる量を約80gとした場合、ハンドウイルカの摂食は2ヶ月に1回までを目安としている。
ハンドウイルカを含む一部のイルカはしばしばキハダマグロとともに回遊する。イルカを探すことはキハダマグロを探すよりも数段容易であるため、漁師はイルカごとキハダマグロを捕り、その際にイルカを絶命させてしまう事がある。このことがマグロ製品（主にツナ缶）のボイコットを引き起こし、イルカに害を与えない方法でマグロを捕ったことを示す "Dolphin-Safe"（イルカに無害）と書かれたラベルを付けたマグロ製品の登場に繋がった。
ハンドウイルカ（および他のイルカ）は訓練されて「イルカショー」を披露することがある。一部には、イルカたちは適切に扱われておらず、飼育用のプールは狭すぎると非難するものもある。一方では、イルカは十分注意深く扱われ、人間と一緒に生活を楽しみかつ働いており、それほど問題はないという主張もある。
2005年8月、アメリカ南東部を襲った大型ハリケーンカトリーナにより、8頭のハンドウイルカが水族館のプールから流されたが、水族館に近いミシシッピ州ガルフポートの近海で身を寄せ合って生きているのが、救助隊によって見つけられた。
イルカとの触れ合いが、重い障害を持つ子供の治療（セラピー）＝イルカセラピーとして行われることもある。
アメリカとロシアの海軍では軍事利用目的としてハンドウイルカが利用されている（軍用イルカ）。主な任務は機雷の探索や潜水中の敵の発見である。ロシア海軍の計画は1990年代に中止されたが、アメリカは米海軍海洋哺乳類計画に基づいてカリフォルニア州サンディエゴの基地で訓練および研究を継続しており、イラク戦争などで実戦に投入させている。
ブラジル南東部の海に面した町ラグーナ（Laguna） では、人間とハンドウイルカによる非常に興味深い共同作業が行われている。外海と湾を繋ぐ幅100mの水路があり、その浅瀬に立つ漁師達に向かって、複数のハンドウイルカがボラの群れを追い立てると、漁師達は網で音を立て、ハンドウイルカに自分の居場所を知らせ、1頭以上のハンドウイルカが海面でジャンプすると、それを合図として漁師は網を投げ、ボラを捕まえる。この水路でハンドウイルカ自らが外海と同じようにボラを捕まえようとすると、ボラは浅瀬に逃げ込んでしまう。漁師達が並ぶ浅瀬に追い込むことで、網から逃れたボラを容易に捕食できることから、このような共同作業が可能となっている。ラグーナの記録によると、ハンドウイルカと人間のボラ漁は1847年まで遡り、沿岸に棲むおよそ50頭のうち、この共同作業が出来るのはわずか20頭だけである。

### 著名な飼育例

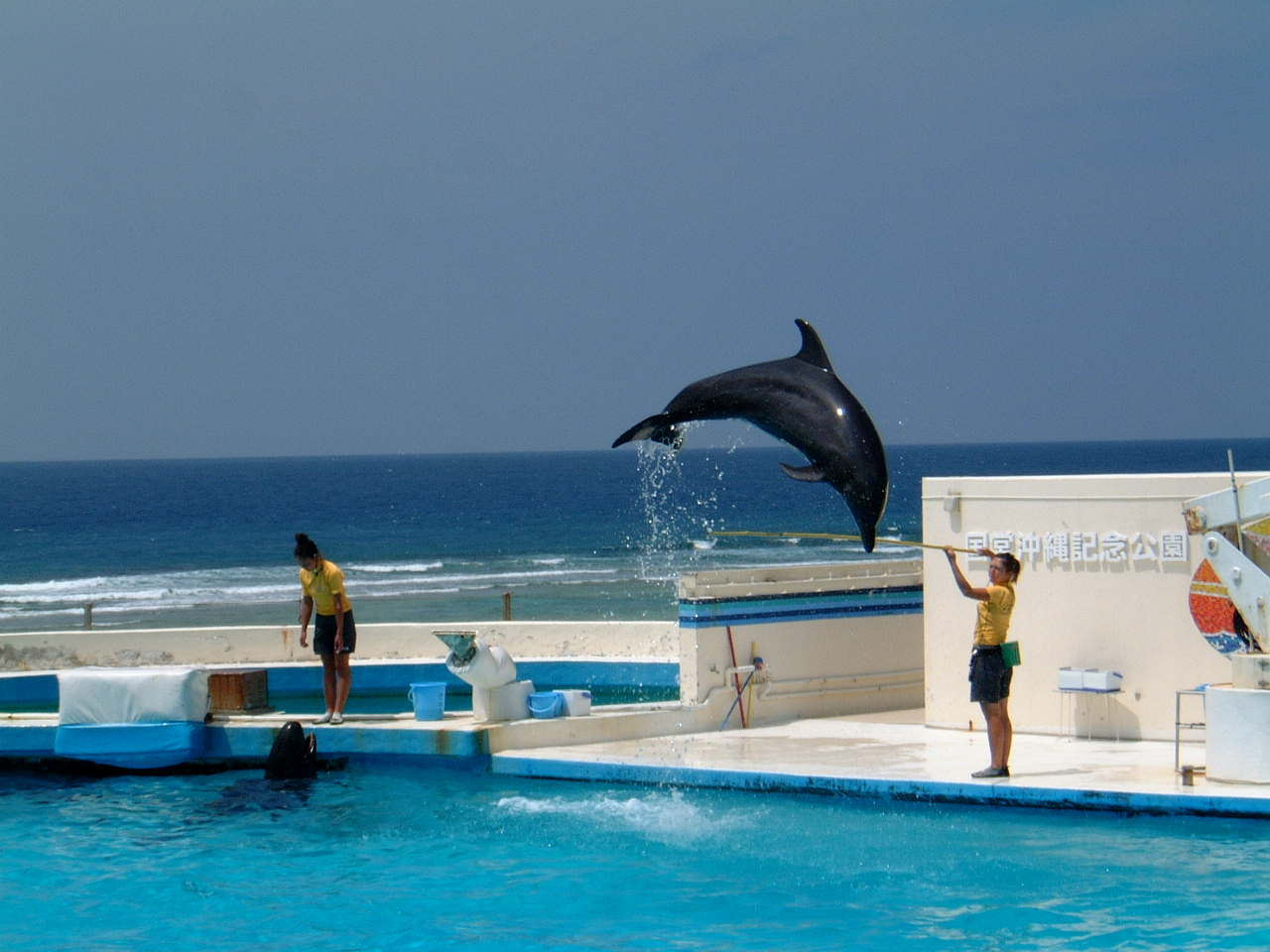
ジャンプをするイルカ(沖縄美ら海水族館にて)

- 沖縄美ら海水族館（沖縄県本部町） - 2002年に「フジ」という個体が原因不明の感染症にかかり、約75%もの尾びれを失ったが、『世界初人工尾びれプロジェクト』が成功して、ハイジャンプをするまでに回復した[21][22]。このフジを主役とした映画『ドルフィンブルー フジ、もういちど宙へ』は、2007年に全国で公開された。
- 太地町立くじらの博物館（和歌山県太地町） - 世界でも例のない腹びれがあるイルカ「はるか」（メス:-2013年4月4日）を2006年から2013年に死亡するまで飼育し、鯨類の進化がわかるかもしれないと東京海洋大学などが研究する[23][24][12][25]。はるかには指の骨があることが判明している[12]。
- 新江の島水族館 - 前身の江の島水族館及び江の島マリンランドの時期からバンドウイルカの繁殖に力を入れており、2012年には世界初の展示飼育下の5世の個体も誕生している[26]。
- コクテベリ・イルカ水族館（クリミア） - クリミアのコクテベリ・イルカ水族館にはもともとハンドウイルカのみが飼育されていた[27]。2013年にシロイルカを水槽に入れたところ、このシロイルカがハンドウイルカに固有のホイッスルサウンドを習得し、シロイルカ独特のコンタクトコールは徐々にしなくなり、その研究成果が科学誌『Animal Cognition』に発表された[27]。

### フィクションの作品
ハンドウイルカは最も身近なイルカの一つであり、様々なフィクションの作品で取り上げられることも多い。
テレビシリーズの『わんぱくフリッパー』（原題 Flipper）で活躍したのはフロリダ州のFlorida Keysに棲むハンドウイルカだった。
テレビアニメ『機動新世紀ガンダムX』においても、イルカを題材とするエピソードが数話存在する。
テレビシリーズの『新スタートレック』（原題 Star Trek: The Next Generation）では12名のハンドウイルカ（Tursiops truncatusとTursiops truncatus gilli）がU.S.S エンタープライズ (NCC-1701D) などのギャラクシー級宇宙艦において、研究補助や運行に関する乗組員として活躍している。
彼らの上司は2名のタカヤクジラ (Takaya's Whale) である。タカヤクジラとは実在するタクソン（分類群）であるシャチ属に属する架空の亜種であり、架空の学名はOrcinus orca takayaiとされている。
これらのクジラ系乗組員に関する情報はStar Trek: The Next Generation Technical Manual（新スタートレック技術マニュアル）に記述されており、作品中の2つのエピソード（RelicsとThe Perfect Mate）においては言及もあるのだが、実は画面に出てきたことはなく、幻の乗員である。
テレビシリーズの『シークエスト』（原題 SeaQuest DSV）では、シークエストの乗員として、イルカのダーウィン海尉が登場する。
ジョナサン・ブランディスが演じるルーカス・ウォレンチャックの発明により、ダーウィンは人間の乗員と会話することができる。
ダーウィンは本物のハンドウイルカによって演じられたのではなく、アニマトロニクス (amimatronics) と呼ばれる機械による演技だった。
小説およびその映画化である『銀河ヒッチハイク・ガイド』（原題 The Hitchhiker's Guide to the Galaxy）とその続編であるSo Long,and Thanks for All the Fishでもハンドウイルカが活躍した。
そこでは、ハンドウイルカは予想以上に知的であり、地球が爆発する前に地球から脱出することが描かれている。
1988年にガイナックスが制作したOVA『トップをねらえ!』においては、ハンドウイルカが宇宙戦艦ヱルトリウムの乗員として活躍している。
デイヴィッド・ブリンによるSF小説シリーズである『知性化宇宙』 (Uplift Universe) においては、遺伝子改良が行われて知性を得たハンドウイルカがTursiops amicusと名付けられてヒトと同じく地球出身知性種族となり、宇宙船の乗員として登場する。
アン・マキャフリイによるSF小説シリーズである『パーンの竜騎士』 (Dragonriders of Pern) においては、人間と会話ができるように遺伝子改良されたイルカが登場し、「イルカ師」たち (dolphineers) と協力しながら、様々な特殊能力を用いて活躍している。